# Marvin Pieringer
Marvin Pieringer, né le 4 octobre 1999 à Bad Urach, est un footballeur allemand, jouant en attaque au FC Heidenheim.

## Carrière
Enfant, Pieringer joue pour le TV Bempflingen et le TuS Metzingen dans la région métropolitaine de Stuttgart. À 13 ans, il vient au SSV Reutlingen 05. En octobre 2017, après avoir atteint la majorité, Pieringer est promu dans l'équipe première et est continuellement actif dans la Oberliga (5e division allemande) comme milieu offensif jusqu'à la fin de la saison. Pour la saison 2018-2019 de Regionalliga Sud Ouest (4e niveau), le club de Bundesliga, SC Fribourg, signe le joueur offensif pour son équipe U-23 après une séance d'essai l'hiver précédent. Pieringer est régulièrement utilisé par l'entraîneur Christian Preußer, parfois sur l'aile gauche, et est le troisième joueur offensif le plus efficace du SC après Christoph Daferner et Fabian Rüdlin.
En janvier 2019 et en 2020, Pieringer est autorisé à être au camp d'entraînement d'hiver avec les pros entraînés par Christian Streich et prend part à un match amical. Au cours de la saison 2020-2021, il marque douze buts lors des neuf premiers matchs de la Regionalliga. Lors de la victoire 4-2 à l'extérieur contre le TSV Steinbach Haiger le 21 octobre 2020, Pieringer marque les quatre buts, établissant le record du plus grand nombre de buts dans un match de Regionalliga. Au moment de la trêve hivernale écourtée fin décembre, il est le meilleur buteur de la Regionalliga Sud Ouest et occupe la première place avec son équipe.
Faute de perspectives dans l'équipe de Bundesliga, Fribourg le prête au FC Würzburger Kickers début janvier 2021 jusqu'à la fin du championnat d'Allemagne de football de deuxième division 2020-2021. À ce moment-là, Wurtzbourg est à la dernière place, à sept points de la place de non-relégation. Le directeur sportif de Fribourg, Klemens Hartenbach, souligne qu'il planifierait une prolongation de contrat avec le joueur, associée à un prêt. À la fin de la saison, Pieringer fait 20 apparitions en deuxième division (18 titularisations) et marque 6 buts. Cependant, il ne peut pas empêcher la relégation des Kickers en troisième division.
Pour la saison 2021-2022, Pieringer est prêté au FC Schalke 04, relégué de la Bundesliga, avec une option d'achat. Là, il n'est que remplaçant derrière le meilleur buteur Simon Terodde et Marius Bülter. En 23 apparitions (7 fois dans le onze de départ), il marque 2 buts pour une promotion directe en Bundesliga.
Pendant la trêve estivale de 2022, Schalke prend l'option d'achat, après quoi il signe un nouveau contrat jusqu'au 30 juin 2024. Fin juillet 2022, l'attaquant est prêté au club de deuxième division SC Paderborn 07 jusqu'à la fin de la saison 2022-2023.